# Jänesvaara
Jänesvaara är en kulle i Finland.   Den ligger i den ekonomiska regionen  Fjäll-Lappland  och landskapet Lappland, i den norra delen av landet, 800 km norr om huvudstaden Helsingfors. Toppen på Jänesvaara är 321 meter över havet, eller 107 meter över den omgivande terrängen. Bredden vid basen är 2,8 km.
Terrängen runt Jänesvaara är platt åt sydost, men åt nordväst är den kuperad. Trakten runt Jänesvaara är nära nog obefolkad, med mindre än två invånare per kvadratkilometer. Det finns inga samhällen i närheten. 